# Тодор Добринович
Тодор (Тотьо, Тотю) Георгиев Добринович е български революционер, деец на Вътрешната македоно-одринска революционна организация и на Върховния македоно-одрински комитет, войвода на чета на Македоно-одринското опълчение.

## Биография
Добринович е роден във Видин или София в 1885 година. Син е на видния видински поборник, а впоследствие крупен търговец и политик, Георги Добринович. Учи във висшето Рисувално училище в София, но през 1903 година участва в Илинденското въстание, като четник на Кочо Аврамов. В 1905 година става четник на войводата на ВМОРО Михаил Даев. По-късно работи като чиновник в София.
При избухването на Балканската война в 1912 година е доброволец в Македоно-одринското опълчение и оглавява партизанска чета №15 на Македоно-одринското опълчение. Ранен е на 9 октомври 1912 година. Награден е с орден „За храброст“ IV степен. Четата е оглавена от Пейо Яворов.
| Чета № 15 на МОО с командир Тодор Добринович | Чета № 15 на МОО с командир Тодор Добринович | Чета № 15 на МОО с командир Тодор Добринович | Чета № 15 на МОО с командир Тодор Добринович | Чета № 15 на МОО с командир Тодор Добринович | Чета № 15 на МОО с командир Тодор Добринович |
| Номер                                        | Име                                          | Години                                       | Околия                                       | Селище                                       | Бележки                                      |
| -------------------------------------------- | -------------------------------------------- | -------------------------------------------- | -------------------------------------------- | -------------------------------------------- | -------------------------------------------- |
|                                              | Каран Будевски                               |                                              | Софийско                                     | София                                        |                                              |

В 1915 година е съден за опит на убийство на баща си, но е оправдан поради липса на доказателства.
Участва в Първата световна война като запасен подпоручик, взводен командир в 3-ти пехотен полк. За бойни отличия и заслуги във войната е награден с народен орден „За военна заслуга“, V степен.